# Annette Scheurich
Annette Scheurich (* 24. Januar 1954 in Niefern-Öschelbronn) ist eine deutsche Dokumentarfilmerin und Produzentin.

## Leben
Annette Scheurich studierte an der Universität Heidelberg Geologie. Sie schloss das Studium als Diplom-Geologin ab. Bereits während ihres Studiums entdeckte sie gemeinsam mit ihrem Ehemann Klaus Scheurich ihre Liebe zum Natur- und Tierfilm und gründete mit ihm im Jahre 1984 die Filmproduktionsfirma Marco Polo Film, die Dokumentarfilme im Bereich Natur, Tierfilm, Abenteuer und Wissenschaft produziert. Seitdem schreibt und produziert Annette Scheurich viele Dokumentarfilme, von denen einige mit internationalen Preisen ausgezeichnet wurden, darunter auch der Film The White Diamond unter der Regie von Werner Herzog. Im Jahr 2000 wurde die Filmproduktionsfirma Marco Polo Film zur Aktiengesellschaft und firmiert seitdem als Marco Polo Film AG. Annette Scheurich ist Mitglied der Arbeitsgemeinschaft Dokumentarfilm (AG Dok).

## Filmographie (Auswahl)
- 1999: Feldhamster – mit vollen Backen durchs Leben, ZDF
- 2000: Im Griff der Würgefeige, NDR Naturfilm
- 2004: Die Bestie und das Schmusetier, Regie: Gerhard Thiel, NDR/Arte
- 2004: Flughunde – Schwingen der Nacht, ZDF
- 2004: The White Diamond, Regie: Werner Herzog
- 2005/2006: Mythos Tier (6-teilige Serie), NDR/Arte
- 2006: Bikini – Trauminseln im Sperrgebiet, ZDF/Arte
- 2008: Operation Tiefsee – Dunkle Welt im Licht der Forschung, ZDF/Arte
- 2010: Der Schwarzwald – Wildnis mit Aussicht, ZDF/Arte
- 2010: Die Vogesen – Schroffe Schönheit, ZDF/Arte
- 2010: Karawane der Bücher, Regie: Herbert Ostwald, ZDF/Arte
- 2010: Scharfe Schoten – Dicke Rüssel, Regie: Herbert Ostwald, ZDF/Arte
- 2011: Affenalarm – Die Pavianpolizei am Tafelberg, Regie: Herbert Ostwald, ZDF/Arte
- 2011: Madagaskar – Du Schöne, ZDF/Arte
- 2012: Höhenflüge – Mit dem Ballon über Kenia / Sri Lanka / die Alpen / Venezuela / die Mongolei, 5-teilige Reihe für ZDF/ARTE

## Auszeichnungen (Auswahl)
- 1999: „Feldhamster – mit vollen Backen durchs Leben“, Gold Medal Award, Naturale 2000, Kaiserslautern, Deutschland
- 1999: „Feldhamster – mit vollen Backen durchs Leben“, Merit Award, International Wildlife Film Festival Missoula, USA
- 1999: „Feldhamster – mit vollen Backen durchs Leben“, The Vattenfall Environmental Award, Wildlife Europe'99 Festival, Sundsvall, Schweden
- 2000: „Feldhamster – mit vollen Backen durchs Leben“, Crystal Eagle/European Award, European Film Festival Valvert, Brüssel, Belgien
- 2001: „Im Griff der Würgefeige“, Merit Award, International Wildlife Film Festival Missoula, USA
- 2001: „Im Griff der Würgefeige“, The Golden Book Award, Roshd International Film Festival, Iran
- 2005: „Die Bestie und das Schmusetier“, Spezialpreis der Jury Naturale 2005, Deutschland
- 2005: „The White Diamond“, „Best Documentary of the Year 2005“, New York Times Critics, USA
- 2005: „The White Diamond“, Hauptpreis beim Copenhagen Filmfestival, Dänemark
- 2006: „Die Bestie und das Schmusetier“, Preis für” Best Use of Footage Science or Natural History Production”, Focal International, London
- 2007: „Bikini – Trauminseln im Sperrgebiet“, Preis für den „besten Film über Wasser“ beim Green Vision Festival 2007 in St. Petersburg, Russland
- 2007: „Flughunde – Schwingen der Nacht“, Bester Film in der Kategorie „Man and Nature“, 5. Matsalu Festival, Estland
- 2010: „Bikini – Trauminseln im Sperrgebiet“, Gewinner der „Golden Statue“ des 40. Internationalen Film Festival Roshd, Teheran, Iran
- 2011: „Affenalarm - die Pavianpolizei am Tafelberg“, „Humanism Award“ beim „Green Vision International Environmental Festival“ in St. Petersburg, Russland
- 2011: „Affenalarm - die Pavianpolizei am Tafelberg“, „Best Documentary on Wildlife & Environment“ beim Guangzhou Film Festival, China
- 2011: „Affenalarm - die Pavianpolizei am Tafelberg“, Umwelt- und Nachhaltigkeitspreis beim Darsser Naturfilmfestival, Deutschland
- 2011: „Affenalarm - die Pavianpolizei am Tafelberg“, Publikumspreis bei der Naturvision, Neuschönau, Deutschland
- 2011: „Scharfe Schoten – Dicke Rüssel“, Preis der internationalen Jury beim Ekotop Festival, Slowakei